# Shirhatti
Shirhatti (o Shirahatti) è una suddivisione dell'India, classificata come town panchayat, di 16.208 abitanti, situata nel distretto di Gadag, nello stato federato del Karnataka. In base al numero di abitanti la città rientra nella classe IV (da 10.000 a 19.999 persone).

## Geografia fisica
La città è situata a 15° 13' 60 N e 75° 34' 60 E e ha un'altitudine di 658 m s.l.m..

## Società

### Evoluzione demografica
Al censimento del 2001 la popolazione di Shirhatti assommava a 16.208 persone, delle quali 8.277 maschi e 7.931 femmine. I bambini di età inferiore o uguale ai sei anni assommavano a 2.083, dei quali 1.049 maschi e 1.034 femmine. Infine, coloro che erano in grado di saper almeno leggere e scrivere erano 9.683, dei quali 5.680 maschi e 4.003 femmine.